# Lycurgus (piłka siatkowa mężczyzn)
Lycurgus – holenderski męski klub siatkarski z Groningen założony w 1952 roku. Trzykrotny mistrz Holandii, czterokrotny zdobywca Pucharu Holandii i sześciokrotny zwycięzca meczu o Superpuchar Holandii.
W sezonie 2017/2018 występuje w najwyższej klasie rozgrywek klubowych w Holandii - Eredivisie - pod nazwą Abiant Lycurgus Groningen.

## Nazwy klubu
- 1998-2000 – Univé Lycurgus
- 2002-2005 – Anker Groep Lycurgus
- 2005-2006 – Menzis Lycurgus
- 2006-2008 – Bol Networks Lycurgus
- 2008-2011 – AB Groningen Lycurgus
- 2011-2019 – Abiant Lycurgus
- 2019-2020 – Samen. Lycurgus
- 2020-2022 – Amysoft Lycurgus
- 2022-2023 – Samen. Lycurgus
- od 2023 – Nova Technology Lycurgus

## Historia
Klub Lycurgus założyli 19 września 1952 roku Joop van der Veen, Harm Veenhoff i Dick van Mansom. Trzej założyciele byli wcześniej członkami klubu Oranje Nassau. Początkowo klub składał się z dwóch sekcji: siatkarskiej i piłkarskiej. W 1977 roku, po ogłoszeniu bankructwa przez sekcję siatkarską, sekcja piłkarska postanowiła się oderwać i utworzyć oddzielny klub pod tą samą nazwą.
Lycurgus po raz pierwszy do Eredivisie awansował w 1973 roku. Z najwyższej klasy rozgrywkowej spadł w 1987 roku. Klub powrócił do Eredivisie w 1998 roku, w której utrzymał się do końca sezonu 2001/2002. Przed sezonem 2002/2003 głównym sponsorem Lycurgus została firma Anker Groep i od tego sezonu przyjął nazwę Anker Groep Lycurgus. Po roku gry w 1e divisie, w sezonie 2003/2004 klub ponownie występował w Eredivisie. W sezonie 2005-2006, po uzyskaniu nowego głównego sponsora, klub występował pod nazwą Menzis Lycurgus. W latach 2006–2008 Lycurgus startował pod szyldem firmy Bol Networks pod nazwą Bol Networks Lycurgus.
Od sezonu 2008/2009 głównym sponsorem klubu jest firma Abiant Uitzendgroep (do 2011 roku nosząca nazwę AB Groningen), stąd klub przyjął nazwę AB Groningen Lycurgus, a od sezonu 2011/2012 - Abiant Lycurgus Groningen. W sezonie 2008/2009 Lycurgus zadebiutował w europejskich pucharach - w Pucharze Challenge odpadł w 1/16 finału. W sezonie 2015/2016 Abiant Lycurgus Groningen zdobył pierwszy tytuł mistrza Holandii, zwyciężył także w rozgrywkach Pucharu Holandii i w meczu o Superpuchar. W sezonie 2016/2017 obronił tytuł mistrzowski oraz zdobył Superpuchar. Zadebiutował także w eliminacjach do Ligi Mistrzów, gdzie w III rundzie uległ belgijskiemu klubowi Noliko Maaseik.

## Bilans od sezonu 1998/1999
| Sezon     | Rozgrywki ligowe | Rozgrywki ligowe | Puchar Holandii | Puchary europejskie                                              |
| Sezon     | Poziom           | Miejsce          | Puchar Holandii | Puchary europejskie                                              |
| --------- | ---------------- | ---------------- | --------------- | ---------------------------------------------------------------- |
| 1998/1999 | Eredivisie       | 8.               | ?               |                                                                  |
| 1999/2000 | Eredivisie       | 8.               | ?               |                                                                  |
| 2000/2001 | Eredivisie       | 10.              | ?               |                                                                  |
| 2001/2002 | Eredivisie       | ?                | ?               |                                                                  |
| 2002/2003 | 1e divisie       | 1.               | ?               |                                                                  |
| 2003/2004 | Eredivisie       | ?                | ?               |                                                                  |
| 2004/2005 | Eredivisie       | ?                | ?               |                                                                  |
| 2005/2006 | Eredivisie       | 8.               | półfinał        |                                                                  |
| 2006/2007 | Eredivisie       | ?                | ?               |                                                                  |
| 2007/2008 | A-League         | ?                | ?               |                                                                  |
| 2008/2009 | A-League         | 3.               | ?               | Puchar Challenge - II runda                                      |
| 2009/2010 | A-League         | 3.               | 1/8 finału      | Puchar Challenge - 1/16 finału                                   |
| 2010/2011 | A-League         | 4.               | półfinał        | Puchar CEV - 1/8 finału                                          |
| 2011/2012 | A-League         | 2.               | ćwierćfinał     | Puchar Challenge - 1/16 finału                                   |
| 2012/2013 | Eredivisie       | 2.               | półfinał        | Puchar Challenge - II runda                                      |
| 2013/2014 | Eredivisie       | 3.               | ćwierćfinał     |                                                                  |
| 2014/2015 | Eredivisie       | 2.               | 2. miejsce      | Puchar Challenge - 1/16 finału                                   |
| 2015/2016 | Eredivisie       | 1.               | 1. miejsce      | Puchar CEV - 1/16 finału Puchar Challenge - 1/16 finału          |
| 2016/2017 | Eredivisie       | 1.               | ćwierćfinał     | Liga Mistrzów - II runda kwalifikacyjna Puchar CEV - 1/16 finału |
| 2017/2018 | Eredivisie       | 1.               | 2. miejsce      | Liga Mistrzów - II runda kwalifikacyjna Puchar CEV - 1/16 finału |
| 2018/2019 | Eredivisie       | 2.               | 2. miejsce      | Liga Mistrzów - I runda kwalifikacyjna Puchar CEV - 1/16 finału  |
| 2019/2020 | Eredivisie       |                  | 1. miejsce      | Puchar Challenge - 1/8 finału                                    |
| 2020/2021 | Eredivisie       | 2.               | 1. miejsce      | Puchar CEV - 1/8 finału                                          |
| 2021/2022 | Eredivisie       | 3.               | 1. miejsce      | Puchar CEV - 1/16 finału                                         |
| 2022/2023 | Eredivisie       | 3.               | 1. miejsce      | Puchar CEV - 1/8 finału                                          |
| 2023/2024 | Eredivisie       | 3.               | półfinał        | Puchar CEV - 1/16 finału                                         |
| 2024/2025 | Eredivisie       | 2.               | półfinał        | Puchar Challenge - ćwierćfinał                                   |

Poziom rozgrywek:
     pierwszy poziom
     drugi poziom

## Osiągnięcia
Mistrzostwa Holandii:
- 1. miejsce (3x): 2016, 2017, 2018
- 2. miejsce (6x): 2012, 2013, 2015, 2019, 2021, 2025[6]
- 3. miejsce (6x): 2009, 2010, 2014, 2022[7], 2023, 2024

Puchar Holandii:
- 1. miejsce (5x): 2016, 2020, 2021, 2022, 2023[8]
- 2. miejsce (3x): 2015, 2018, 2019

Superpuchar Holandii:
- 1. miejsce (6x): 2015, 2016, 2017, 2018, 2020, 2022